# Clyde River (Derwent River)
Der Clyde River (auch River Clyde) ist ein Fluss im Zentrum des australischen Bundesstaates Tasmanien.

## Geografie

### Flusslauf
Der fast 100 Kilometer lange Fluss entsteht bei der Siedlung Interlaken zwischen den beiden Seen Lake Sorell und Lake Crescent. Er verlässt den Lake Crescent im Westen und fließt nach Südwesten durch die Städte Bothwell, wo er den Lake Highway (A5) unterquert, und Hamilton, wo er den Lyell Highway (A10) unterquert. Wenige Kilometer weiter mündet der Clyde River in den Meadowbank Lake und damit in den Derwent River.
Der Einzugsbereich des Flusses umfasst 1.120 km² und ist landwirtschaftlich genutzt.

### Nebenflüsse mit Mündungshöhen
- Mountain Creek – 806 m
- Belles Creek – 724 m
- Black Snake Creek – 639 m
- Bryans Creek – 441 m
- Weasel Plains Creek – 398 m
- Bark Hut Creek – 378 m
- Grassy Hut Rivulet – 331 m
- Meadsfield Creek – 243 m
- Langdons Creek – 189 m
- Dew Rivulet – 86 m[1]

### Durchflossene Seen und Stauseen
- Lake Sorell – 806 m
- Lake Crescent – 806 m
- Meadowbank Lake – 79 m[1]